# Eurytemora
Eurytemora é um género de crustáceos copépodes da família Temoridae.

## Espécies
- Eurytemora affinis (Poppe, 1880)
- Eurytemora americana Williams, 1906
- Eurytemora arctica Wilson M.S. & Tash, 1966
- Eurytemora asymmetrica Smirnov, 1935
- Eurytemora bilobata Akatova, 1949
- Eurytemora brodskyi Kos, 1993
- Eurytemora canadensis Marsh, 1920
- Eurytemora carolleeae Alekseev & Souissi, 2011
- Eurytemora caspica Sukhikh & Alekseev, 2013
- Eurytemora clausii (Hoek, 1876)
- Eurytemora composita Keiser, 1929
- Eurytemora foveola Johnson M.W., 1961
- Eurytemora gracilicauda Akatova, 1949
- Eurytemora gracilis (Sars G.O., 1898)
- Eurytemora grimmi (Sars G.O., 1897)
- Eurytemora herdmani Thompson I.C. & Scott A., 1897 em Thompson, Scott & Herdman, 1897
- Eurytemora kurenkovi Borutsky, 1961
- Eurytemora lacinulata (Fischer, 1853)
- Eurytemora lacustris (Poppe, 1887)
- Eurytemora minor Behning, 1938
- Eurytemora pacifica Sato, 1913
- Eurytemora raboti Richard, 1897
- Eurytemora richingsi Heron & Damkaer, 1976
- Eurytemora velox (Lilljeborg, 1853)
- Eurytemora wolterecki Mann, 1940
- Eurytemora yukonensis Wilson M.S., 1953

- Commons
- Wikispecies